# Vlk Kryštof Frankopan
Vlk II. Kryštof hrabě Frankopan (chorvatsky Vuk II. Krsto grof Frankopan, 1578–1652) byl chorvatský šlechtic a vojenský velitel.

## Život
Narodil se jako syn hraběte Kašpara Frankopana z Tržace, velitele města Ogulin a jeho manželky Kateřiny Lenkovićové, sestry generála Juraje Lenkoviće, generála z Karlovace.
V roce 1618 vystřídal svého otce jako vůdce města Ogulin. V roce 1626 byl jmenován generálem Karlovace a zůstal vrchním velitelem chorvatské vojenské hranice až do roku 1652.